# Paul Sculthorpe

a Compétitions nationales et continentales officielles uniquement.

b Matchs officiels uniquement.
Paul Sculthorpe, né le 22 septembre 1977 à Burnley, est un ancien joueur de rugby à XIII anglais évoluant au poste de troisième ligne dans les années 1990 et 2000. Il a notamment été sélectionné en sélection britannique et anglaise, participant avec cette dernière à la coupe du monde 2000. En club, il a effectué la majeure partie de sa carrière à St Helens RLFC après avoir débuté aux Warrington Wolves.
À St Helens, il devient l'un des joueurs les plus influents du club, y étant élu à deux reprises  Man of Steel,  le trophée annuel du meilleur joueur de la Super League en 2001 et 2002. Fin 2008, après une blessure, il décide de mettre un terme à sa carrière sportive.